# Dipcadi reidii
Dipcadi reidii là một loài thực vật có hoa trong họ Măng tây. Loài này được Deb & S.Dasgupta mô tả khoa học đầu tiên năm 1978.